# Rudník (powiat Koszyce-okolice)
Rudník – wieś (obec) na Słowacji położona w kraju koszyckim, w powiecie Koszyce-okolice. Pierwsze wzmianki o miejscowości pochodzą z roku 1255. 
Według danych z dnia 31 grudnia 2012, wieś zamieszkiwało 625 osób, w tym 317 kobiet i 308 mężczyzn.
W 2001 roku rozkład populacji względem narodowości i przynależności etnicznej wyglądał następująco:
- Słowacy – 95,99%
- Ukraińcy – 0,16%
- Węgrzy – 0,64%

Ze względu na wyznawaną religię struktura mieszkańców kształtowała się w 2001 roku następująco:
- Katolicy rzymscy – 93,1%
- Grekokatolicy – 1,28%
- Prawosławni – 0,16%
- Ateiści – 1,93%
- Nie podano – 3,53%